# Werner Zotz
Werner Zotz (Indaial, 1947) é um escritor brasileiro de literatura infanto-juvenil.

## Biografia
Passou a infância em Rio Negrinho e viveu no Paraná, São Paulo e Rio de Janeiro. Teve também uma curta passagem pelo Parque Nacional do Xingu. Desde 1987 reside em Florianópolis.
Tem quase vinte livros publicados, entre os quais destacam-se Presente de um domingo chuvoso, Rio Liberdade: Uma aventura no Pantanal, Apenas um Curumim, Não-me-toque em pé de guerra, Mamãe é mulher do pai e outras histórias, Barco Branco em Mar Azul, Garnisé gabola acabou gabiru e ''Aventura no Fim do Mundo.

## Prêmios
- Em 1985 conquistou o Prêmio Mirlos Blancos de Melhor Publicação Internacional do Ano para Jovens, na Feira de Bolonha (Itália), concedido pela Unesco, por Rio Liberdade.
- Em 1985 recebeu selo de Altamente Recomendável para Jovens da Fundação Nacional do Livro Infantil, por Não-Me-Toque em Pé de Guerra e Rio Liberdade.
- Em 1987 voltou a ser premiado em Bolonha, desta vez com o título de Melhor Publicação Latino Americana para Jovens, com Apenas um Curumim.
- Em 2004 recebeu novamente o selo de altamente recomendável para jovens da Fundação Nacional do Livro Infantil, por Aventura no Fim do Mundo
- Em 2007 recebeu o Prêmio Othon Gama d'Eça pelo conjunto da obra, concedido todos os anos pela Academia Catarinense de Letras (ACL).

## Livros
- Barco branco em mar azul. Curitiba: Editora Beija-Flor 1978,
- Semeadura. Curitiba: Editora Beija-Flor 1979,
- Apenas um curumim. Curitiba: Coo Editora 1979,
- Não-me-toque em pé de Guerra. Rio de Janeiro 1982,
- Rio Liberdade. Rio de Janeiro: Editorial Nórdica 1984,
- Garnisé gabola acabou gabiru. Rio de Janeiro: Editorial Nórdica 1986,
- Gente Catarina. Origins & raízes. Florianópolis: Letras Brasileiras 2002,
- Aventura no Rio Amazonas: viagem fantástica do Marajó a Tabatinga. Florianópolis: Editora Letras Brasileiras 2005,ISBN 9788588844186
- Santa Catarina: visões do céu. Florianópolis: Letras Brasileiras 2006.